# نورشناسی فوریه
نورشناسی فوریه یا نور فوریه یا اپتیک فوریه، مطالعهٔ نور کلاسیک به کمک تبدیل فوریه است. در این روش مطالعهٔ نور، تصویر یک شی در فاصلهٔ دور از یک روزنه با ضریبی از تبدیل فوریهٔ مکانی آن شی، تقریب زده می‌شود.
در مطالعهٔ انتشار امواج از یک روزنه، الگوی توزیع توان آن در میدان نزدیک توسط پراش فرنل، تخمین زده می‌شود. این تقریب در فواصل دور قابل ساده‌شدن به پراش فراونهوفر است که رابطهٔ آن قابل بیان به صورت ضریبی از تدبیل فوریه مکانی شی است. با دست‌کاری و انجام اعمال مختلف روی تصویر تشکیل شده در راه دور، می‌توان در واقع در تبدیل فوریهٔ شی و طیف فرکانسی آن تغییر ایجاد کرد و به این گونه تصویر را مورد پردازش قرار داد.
از نور فوریه در پردازش تصویر و پردازش سیگنال استفاده می‌شود.